# Mistrovství Evropy v judu 2002
Mistrovství Evropy v judu 2002 se konalo v Philips Halle v Mariboru, Slovinsko, ve dnech 16.–19. května 2002

## Program
- ČTV - 16.05.2002 - superlehká váha (−60 kg, −48 kg) a pololehká váha (−66 kg, −52 kg) a bez rozdílu vah
- PAT - 17.05.2002 - lehká váha (−73 kg, −57 kg) a polostřední váha (−81 kg, −63 kg) a střední váha (−90 kg)
- SOB - 18.05.2002 - střední váha (−70 kg) a polotěžká váha (−100 kg, −78 kg) a těžká váha (+100 kg, +78 kg)

## Výsledky

### Muži
| Kategorie | Zlato                    | Stříbro                 | Bronz                      | Bronz                    |
| --------- | ------------------------ | ----------------------- | -------------------------- | ------------------------ |
| −60 kg    | Yacine Douma (FRA)       | Elčin Ismajilov (AZE)   | Nestor Chergiani (GEO)     | Jevgenij Staněv (RUS)    |
| −66 kg    | Miklós Ungvári (HUN)     | Jozef Krnáč (SVK)       | Islam Macijev (RUS)        | Musa Nastujev (UKR)      |
| −73 kg    | Anatolij Larjukov (BLR)  | Davit Kevchišvili (GEO) | Giuseppe Maddaloni (ITA)   | Vsevolod Zeljonyj (LAT)  |
| −81 kg    | Irakli Uznadze (TUR)     | Alexej Budolin (EST)    | Robert Krawczyk (POL)      | Roberto Meloni (ITA)     |
| −90 kg    | Valentyn Hrekov (UKR)    | Sergej Kucharenko (BLR) | Mark Huizinga (NED)        | Zurab Zviadauri (GEO)    |
| −100 kg   | Elco van der Geest (NED) | Martin Padar (EST)      | Antal Kovács (HUN)         | Igor Makarov (BLR)       |
| +100 kg   | Tamerlan Tmenov (RUS)    | Pedro Soares (POR)      | Dennis van der Geest (NED) | Janusz Wojnarowicz (POL) |

### Ženy
| Kategorie | Zlato                        | Stříbro                       | Bronz                        | Bronz                        |
| --------- | ---------------------------- | ----------------------------- | ---------------------------- | ---------------------------- |
| −48 kg    | Frédérique Jossinetová (FRA) | Taťjana Moskvinová (BLR)      | Giuseppina Macriová (ITA)    | Laura Moriczová (ROU)        |
| −52 kg    | Georgina Singletonová (GBR)  | Ana Carrascosaová (ESP)       | Alina Dumitruová (ROU)       | Petra Nareksová (SLO)        |
| −57 kg    | Cinzia Cavazzutiová (ITA)    | Yvonne Bönischová (GER)       | Isabel Fernándezová (ESP)    | Deborah Gravenstijnová (NED) |
| −63 kg    | Lucie Décosseová (FRA)       | Karen Robertsová (GBR)        | Gella Vandecaveyeová (BEL)   | Claudia Heillová (AUT)       |
| −70 kg    | Adriana Dadciová (POL)       | Edith Boschová (NED)          | Amina Abdellatifová (FRA)    | Raša Sraková (SLO)           |
| −78 kg    | Céline Lebrunová (FRA)       | Lucia Moricová (ITA)          | Anastasija Matrosovová (UKR) | Claudia Zwiersová (NED)      |
| +78 kg    | Sandra Köppenová (GER)       | Anne-Sophie Mondièreová (FRA) | Barbara Andolinaová (ITA)    | Françoise Harteveldová (NED) |